# Xã Mound, Quận Miami, Kansas
Xã Mound (tiếng Anh: Mound Township) là một xã thuộc quận Miami, tiểu bang Kansas, Hoa Kỳ. Năm 2010, dân số của xã này là 729 người.